# اولو-یلان
اولو-یلان (انگلیسی: Ulu-Yelan) یک شهرک در شهرستان ایگلینسکی استان باشقیرستان کشور روسیه است.